# Welcome-muzik
『welcome-muzik』（ウェルカム・ミュージック）は、日本の女性歌手、広瀬香美の6枚目のアルバム。1997年2月5日に、ビクターエンタテインメントからリリースされた。

## 解説
初回生産のみ、三方背BOX仕様。

## チャート成績
初のオリコンチャート1位獲得。広瀬のアルバムでオリコンチャート1位獲得作品は2022年までに本作のみ。

## 収録曲
| 全作詞・作曲: 広瀬香美、全編曲: 本間昭光・広瀬香美。 |                                                     |          |            |      |
| #                                                    | タイトル                                            | 作詞     | 作曲・編曲 | 時間 |
| 1.                                                   | 「Show Time!」                                      | 広瀬香美 | 広瀬香美   | 5:12 |
| 2.                                                   | 「真冬の帰り道」                                    | 広瀬香美 | 広瀬香美   | 4:21 |
| 3.                                                   | 「ふつうのラブソング」                              | 広瀬香美 | 広瀬香美   | 5:18 |
| 4.                                                   | 「Photograph」                                      | 広瀬香美 | 広瀬香美   | 3:52 |
| 5.                                                   | 「秘密」                                            | 広瀬香美 | 広瀬香美   | 5:21 |
| 6.                                                   | 「DEAR...again（Ver.2.05）」(※アルバムバージョン。) | 広瀬香美 | 広瀬香美   | 6:06 |
| 7.                                                   | 「たまにはこんなあなたでいい」                      | 広瀬香美 | 広瀬香美   | 5:41 |
| 8.                                                   | 「ロンリー渡り鳥（19XX Live in Tokyo）」            | 広瀬香美 | 広瀬香美   | 3:00 |
| 9.                                                   | 「Partyはつづく」                                   | 広瀬香美 | 広瀬香美   | 4:24 |
| 10.                                                  | 「バカンスの神様」                                  | 広瀬香美 | 広瀬香美   | 5:02 |
| 11.                                                  | 「愛してた」                                        | 広瀬香美 | 広瀬香美   | 6:30 |
| 12.                                                  | 「おやすみのうた」                                  | 広瀬香美 | 広瀬香美   | 2:17 |
| 合計時間:                                            | 合計時間:                                           | 57:04    |            |      |